# Üszögi-Bleyer Jenő
Üszögi-Bleyer Jenő (Kozármisleny-Üszögpuszta, 1925. július 23. – 2016. október ) magyar mezőgazdász, agrármérnök, politikus, országgyűlési képviselő. A Mecsek Lovasklub elnöke volt.

## Életpályája

### Iskolái
A pécsi Széchenyi István Gimnázium diákja volt. Ezután Pécsen Felsőkereskedelmi Iskolában tanult. 1944–1946 között az újvidéki Állami Kereskedelmi Főiskola hallgatója volt. 1946–1950 között a keszthelyi Mezőgazdasági Akadémia hallgatója volt.

### Pályafutása
1943–1944 között az Üszögi Gazdaságban gyakornokként dolgozott. 1946–1951 között a Károlymajor-tésenyi, majd a Siklós-Villányi Állami Gazdaságban főintéző és főagronómus volt. 1951–1958 között a Baranya Megyei Gabonaforgalmi Vállalat mezőgazdasági osztályvezetője, 1958–1985 között kereskedelmi igazgatója volt. 1984–1993 között a Baranya Megyei Kistermelők Szövetségének alelnöke volt. 1985-ben nyugdíjba vonult. 1989–1994 között a Pécsi Nyugdíjasok Egyesületének elnöke volt. 1992–2002 között a Magyar Nyugdíjas Egyesületek Országos Szövetségének elnöke volt. 1994–1998 között az Idősügyi Tanács szóvivője, 1998-tól alelnöke volt. 1995-től az Európai Független Nyugdíjas Szervezetek Szövetségének főtanácsadói tagja, 1997-től a közép- és kelet-európai szekció alelnöke volt.

### Politikai pályafutása
1972–1989 között az MSZMP tagja volt. 1994–1998 között a Szociális és egészségügyi bizottság tagja volt. 1994–2002 között országgyűlési képviselő (MSZP) volt. 1998–2002 között a Társadalmi szervezetek bizottságának tagja volt. 1999–2000 között a Természet- és környezetvédelmi tevékenységet végző szervezeteket támogató albizottság tagja, 2000–2001 között elnöke, 2001–2002 között ismét tagja volt.

## Családja
Szülei Bleyer Ferenc (1886–1944) és Weil Erzsébet (1896–1944) voltak. Szüleit a nácik 1944-ben Auschwitzban megölték. 1949-ben házasságot kötött Nehr Klárával. Három gyermekük született: Erzsébet (1950–), Ferenc (1952–) és Klára (1956–).

## Díjai
- A szakma kiváló dolgozója címmel (1953, 1957, 1962, 1978, 1983)
- A Munka Érdemrend ezüst fokozata (1973, 1985)
- Kiváló Munkáért (1979)
- Antifasiszta Emlékérem és emléklap (1995)
- Pro Caritate kitüntetés (1995)
- A Magyar Érdemrend tisztikeresztje (2002)[1]